# Przegląd Muzyczny
Przegląd Muzyczny – polskie czasopismo (najpierw dwutygodnik, a od 1926 miesięcznik) śpiewacze ukazujące się w Poznaniu w latach 1925–1931.

## Historia
Pierwszy numer wydano 5 stycznia 1925. Wydawcą był Wielkopolski Związek Kół Śpiewaczych w Poznaniu. Pismo drukowano w poznańskiej drukarni Ostoja. W pierwszym roku wydawane było jako dwutygodnik (26 stron), a potem jako miesięcznik w objętości 16–20 stron. Numery oprawiano w beżowe, miękkie okładki. Do 1926 w winiecie przedstawiony był zespół grający na dawnych instrumentach, a potem winietę stanowił drzeworyt autorstwa malarza Stanisława Lema (kobieta grająca na organach). Najobszerniejszym działem pisma były artykuły. W części tej zamieszczano m.in. rozprawy o historii i teorii muzyki (np. monografie kompozytorów XIX- i XX-wiecznych), życiorysy muzyków, dyrygenturze, analizie i interpretacji utworów chóralnych, emisji głosu, organizacji chórów i kół muzycznych. Wysoka naukowość poruszanych w tej części tematów budziła niezadowolenie części czytelników. Pozostałe działy czasopisma to informacje o działalności kół, zespołów, filharmonii i oper, Kronika chórlana, Nowe wydawnictwa i Zjednoczenie Polskich Związków Śpiewaczych (komunikaty i sprawozdania organizacyjne). W ostatnim dziale Stanisław Kwaśnik zamieszczał oceny występów poszczególnych chórów, dyrygentów i zespołów, co budziło niejednokrotnie niezadowolenie, zwłaszcza tych słabiej ocenianych.
Pierwszym redaktorem naczelnym był Henryk Opieński, od końca 1926 – Kazimierz Sikorski, a ostatnim (od lipca 1927) – Stanisław Wiechowicz. Pismo było początkowo organem Wielkopolskiego Związku Kół Śpiewaczych. 18 listopada 1925 Zjazd Delegatów Związków Towarzystw Śpiewaczych i Muzycznych uznał je za oficjalny organ Zjednoczenia Polskich Zespołów Śpiewaczych i Muzycznych. Na łamach Przeglądu pisali m.in.: Adolf Chybiński, Henryk Opieński, Hieronim Feicht, Adam Tadeusz Wieniawski, Zdzisław Jachimecki, Stefania Łobaczewska, Stanisław Wiechowicz i Stanisław Kwaśnik.
Stosunek kół muzycznych i chóralnych do czasopisma był różny, częstokroć krytyczny. Pismo musiało stale walczyć z deficytem. Problemy te skoncentrowały się w dobie wielkiego kryzysu. W 1931 Przegląd wychodził nieregularnie i w końcu tego roku zakończył działalność.